# مقاطعة كيناي بنينسولا بورو (ألاسكا)
مقاطعة كيناي بنينسولا بورو (بالإنجليزية: Kenai Peninsula Borough, Alaska) هي إحدى مقاطعات ولاية ألاسكا في الولايات المتحدة. تأسست سنة 1964، بلغ عدد سكانها 55400 نسمة في عام 2010 حسب إحصاء مكتب تعداد الولايات المتحدة وتصل الكثافة السكانية فيها 1 نسمة/كم2.

## توأمة
لمقاطعة كيناي بنينسولا بورو (ألاسكا) اتفاقيات توأمة مع:
- أكيتا (22 يناير 1992 - )

## أنظر أيضا
- بركان أوغسطين

## وصلات خارجية
- www.borough.kenai.ak.us
- United States Counties